# Гончаренко, Игнат Тихонович
Игнат Тихонович Гончаренко (укр. Гнат Тихонович Гончаренко; 1835, слобода Репки, Богодуховского уезда Харьковской губернии Российская империя — 1917) — украинский бандурист, один из самых известных украинских странствующих народных певцов — кобзарей конца XIX — начала XX века. Выдающийся представитель харьковской школы кобзарства.

## Биография
Родился в семье крепостного. Ослеп в возрасте 3 или 4 лет. В 22-летнем возрасте стал учиться игре на бандуре у местного кобзаря. Позже зарабатывал на жизнь, игрой на бандуре и пением на ярмарках. И. Гончаренко приобрёл свою бандуру у московского столяра, жившего в Харькове около 1885 года. Этот первый инструмент хранится ныне в музее Н. Лысенко в Киеве. Женился и поселился недалеко от Харькова. В старости переехал к своему сыну, железнодорожному рабочему в Севастополь.

## Творчество
В репертуаре И. Гончаренко многочисленные сатирические и юмористические песни, думы, псалмы, народные танцевальные мелодии. Об игре И. Гончаренко Филарет Колесса писал: 

«В технике бандурной игры И. Гончаренко обнаруживает настоящее искусство. Тона из-под его пальцев выходят чистые и звучные, ровно, как жемчужины, пересыпаются в быстрых пассажах, растут и набирают силу в переходах от P до F, звучат сильными аккордами в окончаниях периодов и дискретно стихают посреди пения, давая гармоничный подклад рецитации (медитативного повторения) или пересекая её золотым кружевом тонких фиоритур и пассажей».— Колесса Ф. Мелодії українських народних дум. — К.: Наукова думка, 1969. — С. 313—314
Исполнение немногих известных только ему дум отличалось неподдельной архаичностью манеры. С его голоса в 1908 году Леся Украинка и К. Квитка записали на фонограф ряд народных песен и дум. Л. Украинка позже очень гордилась, тем что ей удалось услышать пение выдающегося кобзаря. Автограф записанных Л. Украинкой дум хранится в отделе рукописей Института литературы им. Т. Г. Шевченко НАН Украины.
Записи эти расшифровал и издал в 1913 году Филарет Колесса, отметив особый способ их напевной декламации. Он считал И. Гончаренко наследником лучших кобзарских традиций украинского народа. О нём писали Леся Украинка, Ф. М. Колесса, Н. Ф. Сумцов, Г. Хоткевич и др. Художник С. Васильковский написал его портрет.